# Wilhem Ziegler
Pour les articles homonymes, voir Ziegler.
Wilhem Ziegler (vers 1480 - vers 1543) est un peintre allemand de la Renaissance.
Élève du peintre Hans Burgkmair l'Ancien, il est parfois identifié comme le « Maître de Messkirch ». Il succède à Hans Boden comme peintre officiel de la ville de Fribourg.

## Liste des œuvres
- La rencontre de sainte Anne et Joachim à la porte Dorée, huile sur bois, Paris, musée du Louvre